# Expedition 50

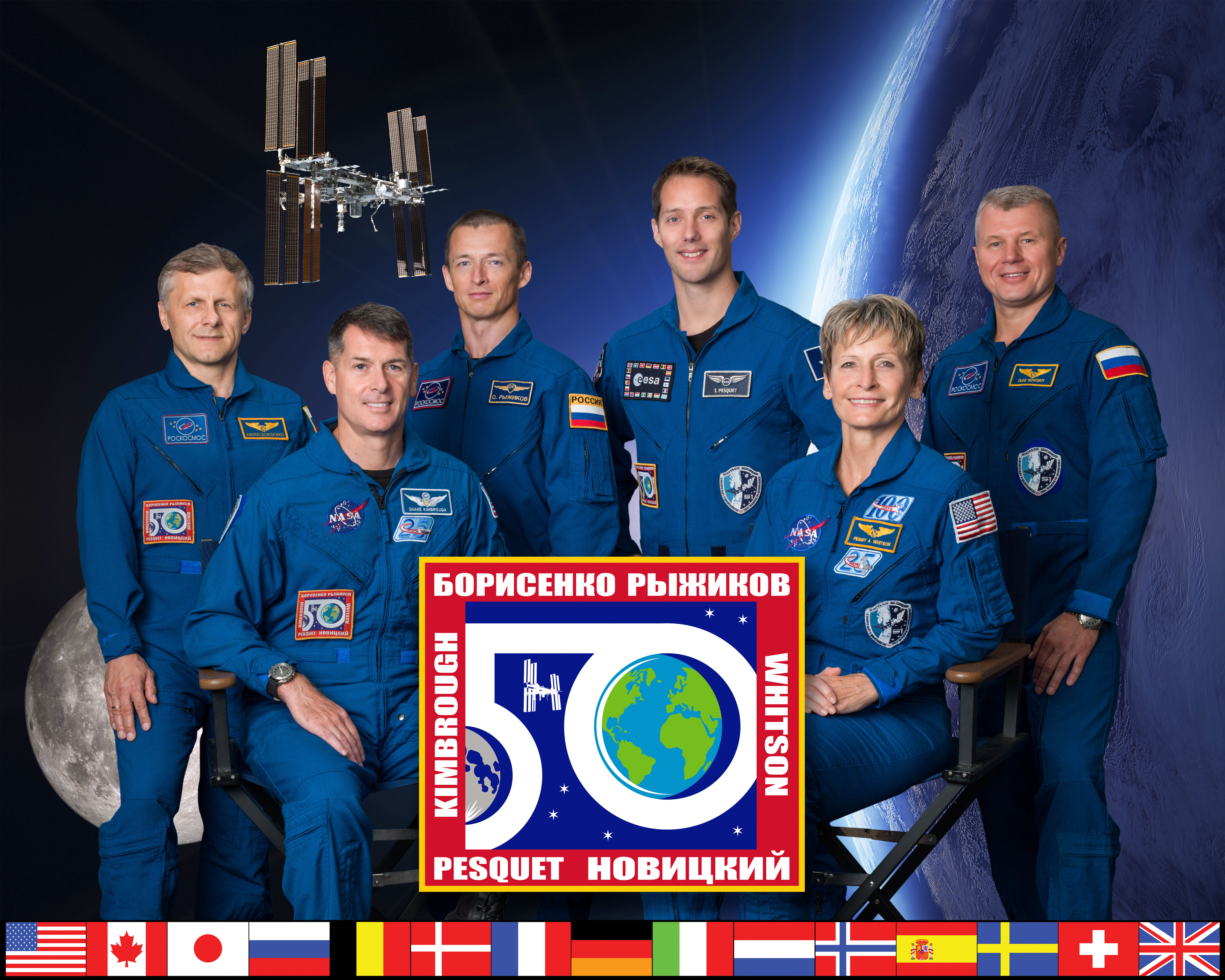
Expedition 50 besättning.

Expedition 50 är den 50:e expeditionen till Internationella rymdstationen (ISS). Expeditionen började 30 oktober 2016 då delar av Expedition 49s besättning återvände till jorden med Sojuz MS-01.
Oleg Novitskiy, Peggy Whitson och Thomas Pesquet anlände till stationen med Sojuz MS-03 den 19 november 2016.
Expeditionen avslutades den 10 april 2017 då Sergey N. Ryzhikov, Andrej I. Borisenko och Robert S. Kimbrough återvände till jorden med Sojuz MS-02.

## Besättning
| Position       | Första delen (30 oktober - 17 november 2016)  | Andra delen (17 november 2016 - 10 april 2017) |
| -------------- | --------------------------------------------- | ---------------------------------------------- |
| Befälhavare    | Robert S. Kimbrough, NASA Hans andra rymdfärd | Robert S. Kimbrough, NASA Hans andra rymdfärd  |
| Flygingenjör 1 | Sergey N. Ryzhikov, RSA Hans första rymdfärd  | Sergey N. Ryzhikov, RSA Hans första rymdfärd   |
| Flygingenjör 2 | Andrej I. Borisenko, RSA Hans andra rymdfärd  | Andrej I. Borisenko, RSA Hans andra rymdfärd   |
| Flygingenjör 3 |                                               | Peggy Whitson, NASA Hennes tredje rymdfärd     |
| Flygingenjör 4 |                                               | Oleg Novitskiy, RSA Hans andra rymdfärd        |
| Flygingenjör 5 |                                               | Thomas Pesquet, ESA Hans första rymdfärd       |